# Punk-O-Rama
Punk-O-Rama är en serie sammanställningsskivor som släpps på Epitaph Records i samarbete med Epitaph, Hellcat och Burning Heart Records. År 2003 gavs det ut en dvd-skiva med musikvideor från banden.

## CD

### Punk-O-Rama Vol. 1 (1994)
1. Bad Religion - Do What You Want
2. NOFX - Don't Call Me White
3. Rancid - Hyena
4. The Offspring - Session
5. Pennywise - Dying To Know
6. Rancid - I Wanna Riot
7. Total Chaos - Riot City
8. GasHuffer - Crooked Bird
9. Rich Kids On LSD - We're Back We're Pissed
10. The Offspring - Jennifer Lost The War
11. Down By Law - Bright Green Globe
12. Pennywise - Open Door
13. Wayne Kramer - Crack In The Universe
14. NOFX - Liza & Louise
15. Ten Foot Pole - My Wall
16. SNFU - Reality Is A Ride On The Bus

### Punk-O-Rama Vol. 2 (1996)
1. Descendents - Coffee Mug
2. Pennywise - Perfect People
3. Pulley - Cashed In
4. Me First & The Gimme Gimmes - Only The Good Die Young
5. The Humpers - Mutate With Me
6. Rancid - Side Kick
7. Millencolin - Bullion
8. Voodoo Glow Skulls - El Coo Cool
9. The Joykiller - Hate
10. T.S.O.L. - Code Blue
11. NOFX - Whatever Didi Wants
12. Down By Law - Gruesome Gary
13. Poison Idea - Just To Get Away
14. Dead Fucking Last - Thought Control
15. SNFU - Don't Have The Cow
16. Bad Religion - Give You Nothing
17. New Bomb Turks - Jukebox Lean

### Punk-O-Rama Vol. 3 (1998)
1. NOFX - We Threw Gasoline On The Fire And Now We Have Stumps For Arms And No Eyebrows
2. Dwarves - Everybodies Girl
3. All - World's On Heroin
4. The Bouncing Souls - Say Anything
5. Voodoo Glow Skulls - Deliquent Song
6. H20 - Everready
7. Straight Faced - Greed Motivates
8. Zeke - Telepath Boy
9. Union 13 - Never Connected
10. Agnostic Front - Gotta Go
11. New Bomb Turks - Defiled
12. The Cramps - Haulass Hyena
13. Rancid - Rats In The Hallway
14. The Humpers - Steel-Toed Sneakers
15. Wayne Kramer - Bad Seed
16. Gas Huffer - Rotten Egg
17. Red Aunts - Poison Steak
18. Down By Law - No Equalizer
19. Osker - Alright
20. Ten Foot Pole - A.D.D.
21. Millencolin - Lozin' Must
22. Bad Religion - You
23. I Against I - Ordinary Fight
24. Pulley - If
25. Pennywise - Wake Up

### Punk-O-Rama Vol. 4 (1999)
1. Pennywise - Fight It
2. Pulley - Second Best
3. H20 - Faster Than The World
4. Rancid - 1998
5. Bombshell Rocks - The Will The Message
6. The Bouncing Souls - Hopeless Romantic
7. Ten Foot Pole - The Getaway
8. All - Think The World
9. New Bomb Turks - Snap Decision
10. Bad Religion - Generator
11. Dwarves - I will Deny
12. Straight Faced - Let's Do This
13. Agnostic Front - It's My Life
14. 59 Times The Pain - Weakend Revolution
15. Refused - Summerholiday vs. Punkroutine
16. VooDoo Glow Skulls - They Always Come Back
17. Zeke - Twisted
18. Gas Huffer - Don't Panic
19. Tom Waits - Big In Japan
20. Gentleman Jack Grisham - Someone To Love?
21. Union 13 - A Life's Story
22. 98 Mute - Picture This
23. Osker - Lucky
24. Millencolin - Mr. Clean
25. NOFX - Kids Of The K Hole

### Punk-O-Rama Vol. 5 (2000)
1. NOFX -Pump Up The Valuum
2. All - Problematic
3. Millencolin - No Cigar
4. The (International) Noise Conspiracy - Smash It Up
5. Vision - Close Minded
6. Rancid - Poison
7. Guttermouth - Secure Horizons
8. Osker - Panic
9. Dwarves - Better Be Women
10. 98 Mute - Slow Motion Riot
11. Beatsteaks - We Have To Figure It Out Tonight
12. H2O - Guilty By Association
13. Madball - Hold It Down
14. Straight Faced - Happy
15. Refused - Refused Are Fucking Dead (EP Version)
16. Death By Stereo - Lookin' Out For #1
17. Bombshell Rocks - 1.80 Down
18. Dropkick Murphys - Good Rats
19. Bouncing Souls - Kid
20. Satanic Surfers - What Ever
21. Pennywise - Badge Of Pride
22. Pulley - Gone
23. Union 13 - The Game
24. Voodoo Glow Skulls - Stranded In The Jungle
25. The Hives - Introduce The Metric System
26. New Bomb Turks - Automatic Teller
27. Zeke - Evil Dead
28. Agnostic Front - Riot, Riot Upstart

### Punk-O-Rama Vol. 6 (2001)
1. Guttermout - Can I Borrow Some Ambition?
2. Deviates - Come With Me
3. NOFX - Bath Of Least Resistance
4. Millencolin - Blackeye
5. Hot Water Music - Jack Of All Trades
6. The Bouncing Souls - True Believers
7. Pennywise - We're Desperate
8. Osker - Strangled
9. Rancid - It's Quite Alright
10. Death By Stereo - Holding 60 Dollars On A Burning Bridge
11. Dropkick Murphys - The Gauntlet
12. Descendents - Original Me
13. Pulley - Runaway
14. All - She Broke My Dick
15. Raised Fist - Different But The Same
16. Downset - Pure Trauma
17. Beatsteaks - Let Me In
18. Union 13 - Innocence
19. Bad Religion - I Want To Conquer The World
20. The (International) Noise Conspiracy - Only Lovers Left Alive
21. Voodoo Glow Skulls - Say Goodnight
22. Bombshell Rocks - Tonight I'm Burning
23. The Business - Takers And Users

### Punk-O-Rama Vol. 7 (2002)
1. Millencolin - Fingers Crossed
2. Hot Water Music - Wayfarer
3. The (International) Noise Conspiracy - Up for Sale
4. Pennywise - The World
5. Division Of Laura Lee - Black City
6. NOFX - Olympia, WA
7. Randy - Addicts of Communication
8. Pulley - Hooray for Me
9. The Bouncing Souls - The Something Special
10. Beatsteaks - God Knows
11. Bad Religion - The Defense
12. Deviates - The End
13. Dropkick Murphys - Heroes from Our Past
14. Rancid - Bob
15. Death By Stereo - Wasted Words
16. Agnostic Front - Love to Be Hated
17. 1208 - Outside Looking In
18. 98 Mute - M.A.D.
19. Guttermouth - My Girlfriend

### Punk-O-Rama Vol. 8 (2003)
1. The Distillers - I Am A Revenant
2. Motion City Soundtrack - Don't Call It a Comeback
3. Hot Water Music - Trusty Chords
4. Rancid - As Wicked
5. Bouncing Souls - New Day
6. Matchbook Romance - The Greatest Fall (Of All Time)
7. NOFX - The Idiots Are Taking Over
8. Bad Religion - Who We Are
9. Division of Laura Lee - Trapped In
10. Ikara Colt - Sink Venice
11. F-Minus - Sweating Blood
12. Sage Francis - Makeshift Patriot
13. The (International) Noise Conspiracy - A New Morning, Changing Weather
14. The Black Keys - Thickfreakness
15. Randy - Welfare Problems
16. Death By Stereo - Unstoppable
17. Refused - Coup d'etat
18. Pennywise - Holiday In The Sun
19. Dropkick Murphys - This Is Your Life
20. The Transplants - Quick Death
21. Atmosphere - Bird Sings Why The Caged I Knows
22. Tiger Army - Incorporeal
23. Turbonegro - Train Of Flesh
24. Guttermouth - Contribution
25. Millencolin - Bowmore
26. Pulley - The Ocean Song
27. Bombshell Rocks - Warpath
28. Raised Fist - Get This Right!
29. No Fun at All - Lose Another Friend
30. U.S. Bombs - Roll Around
31. Bad Religion - Shattered Faith

### Punk-O-Rama Vol. 9 (2004)
1. Bad Religion - Social Suicide
2. From First To Last - Ride The Wings Of Pestilence
3. The Matches - Sick Little Suicide
4. Atmosphere - The Keys To Life vs. 15 Minutes Of Fame
5. Pennywise - Now I Know
6. Motion City Soundtrack - Throw Down
7. Rancid - Tropical London
8. Dropkick Murphys - The Dirty Glass
9. The Weakerthans - Plea From A Cat Named Virtute
10. Matchbook Romance - Promise
11. Scatter the Ashes - City In The Sea
12. Refused - Liberation Frequency
13. Nekromantix - Struck By A Wrecking Ball
14. Pulley - Bad Reputation
15. 1208 - Fall Apart
16. The Bouncing Souls - Sing Along Forever
17. Hot Water Music - Seein' Diamonds
18. The Special Goodness - Life Goes By
19. Horrorpops - Miss Take
20. Tiger Army - Temptation
21. Division Of Laura Lee - Dirty Love
22. Error - Burn In Hell
23. Eyedea & Abilities - Now
24. Death by Stereo - The Plague (Live)

Dvd med musikvideor
1. The Bouncing Souls - Sing Along Forever
2. Horrorpops - Miss Taks
3. Atmosphere - Trying To Find A Balance
4. Pulley - Insects Destroy
5. 1208 - The Next Bing Thing
6. Matchbox Romance - The Promise
7. Motion City Soundtrack - The Future Freaks Me Out
8. The Weakerthans - Psalm For The Elks Lodge Last Call
9. Randy - X-Ray Eyes
10. The Special Goodness - NFA
11. Converge - Heartless
12. Beatsteaks - Hand In Hand

### Punk-O-Rama Vol. 10 (2005)
1. Motion City Soundtrack – When You’re Around
2. Matchbook Romance – Lovers & Liars
3. The Matches – Shoot Me In The Smile
4. From First To Last – Failure By Designer Jeans
5. Sage Francis – Sun vs. Moon
6. Bad Religion – News From The Front
7. This Is Me Smiling – Mixin’ Up Adjectives
8. Youth Group – Shadowland
9. Scatter The Ashes – From The Tops of Trees
10. Some Girls – I Need Drugs
11. Dangerdoom – Mince Meat
12. The Offspring – Mission From God
13. Converge – Black Cloud
14. Hot Water Music – Last Goodbyes
15. The Bouncing Souls  – Anchors Aweigh (Live)
16. Millencolin – Farewell My Hell
17. Dropkick Murphys – The Warrior’s Code
18. The Unseen – Dead Weight Falls
19. Rancid – White Knuckle Ride
20. Pennywise – Falling Down
21. NOFX – No Fun In Fundamentalism
22. Pulley – Bloodstain
23. The Special Goodness – Not The Way
24. Tiger Army – Ghostfire
25. Roger Miret & The Disasters – Riot, Riot, Riot
26. The Coup – Laugh / Love / Fuck

DVD med musikvideor
1. From First to Last - Ride the Wings of Pestilence
2. Matchbook Romance - My Eyes Burn
3. Millencolin - Ray
4. Youth Group - Skeleton Jar
5. Converge - Eagles Become Vultures
6. C. Aarme - Tu Puta Mi Casa
7. Tiger Army - Rose of the Devil's Garden
8. The Matches - Chain Me Free
9. Bad Religion - Los Angeles is Burning
10. The Coup - Ride the Fence
11. Scatter the Ashes - Caesura
12. The Weakerthans - The Reasons
13. Black Keys - 10 AM Automatic
14. Atmosphere - National Disgrace
15. Horrorpops - Miss Take
16. Dropkick Murphys - Tessie
17. Bouncing Souls - Anchors Aweigh
18. Pulley - Insects Destroy
19. Roger Miret and the Disasters - Riot Riot Riot
20. Eyedea & Abilities - Glass
21. The Special Goodness - NFA

### The Best of Punk-O-Rama (2006)
1. Dropkick Murphy's - For Boston
2. N.O.F.X. - Don't Call Me White
3. N.O.F.X. - Bob
4. The Bouncing Souls - True Believers
5. Pennywise - Perfect People
6. Pennywise - Wake Up
7. Rancid - Ruby Soho
8. Rancid - Time Bomb
9. The Transplants - Diamonds and Guns
10. Lars Frederiksen - To Have and To Have Not
11. Orange - No Rest for the Weekend
12. The Matches - Chain Me Free
13. Descendents - Everything Sux
14. All - Problematic
15. The Offspring - Come Out And Play (Keep 'Em Separated)
16. The Offspring - Session
17. Matchbook Romance - Monsters
18. Motion City Soundtrack - Everything Is Alright
19. From First To Last - The Latest Plague
20. Bad Religion - Sorrow
21. Bad Religion - American Jesus
22. Joe Strummer - Redemption Song

DVD med musikvideor
1. Bad Religion - Los Angeles Is Burning
2. Rancid - Nihilism
3. Pennywise - Fuck Authority
4. The Bouncing Souls - East Side Mags
5. Dropkick Murphy's - The Spicy McHaggis Jig
6. N.O.F.X. - Stickin' in My Eye

## DVD

### The Videos: Punk-O-Rama, Vol. 1 (2003)
1. Rancid - Nihilism
2. Refused - New Noise
3. Bad Religion - American Jesus
4. NOFX - Leave It Alone
5. The Offspring - Come Out and Play (Keep 'Em Separated)
6. Rancid - Salvation
7. Pennywise - Same Old Story
8. Millencolin - Kemp
9. Bouncing Souls - True Believers
10. International Noise Conspiracy - Up For Sale
11. Hot Water Music - Paper Thin
12. Descendents - I'm The One
13. Dropkick Murphys - Barroom Hero
14. Guttermouth - She's Got The Look
15. Division Of Laura Lee - Need To Get Some
16. Rancid - GGF
17. Death By Stereo - Desperation Train
18. Pennywise - Fuck Authority
19. NOFX - Stickin' In My Eye
20. Dropkick Murphys - Gauntlet
21. Bouncing Souls - East Side Mags
22. Bad Religion - Sorrow